# David Lidington
David Roy Lidington, né le 30 juin 1956 à Londres dans le district de Lambeth, est un homme politique britannique, membre du Parti conservateur.
Élu député d'Aylesbury aux élections générales britanniques de 1992, Lidington est chargé par l'ex premier ministre Cameron des affaires européennes depuis 2010 jusqu'en 2016.
Le 14 juillet 2016, Theresa May le nomme leader des Communes et lord-président du Conseil. Le 11 juin 2017, il devient Lord-grand-chancelier et secrétaire d'État à la Justice. Le 8 janvier 2018, il devient ministre d'État au Bureau du Cabinet et chancelier du duché de Lancastre.

## Liens externes

Armoiries royales de la Grande-Bretagne